# تناجر أصهب الحنجرة
تناجر أصهب الحنجرة (الاسم العلمي: Tangara rufigula)، هو نوع من الطيور يتبع فصيلة التناجر ضمن رتبة العصفوريات.